# Victor Mîndru
Victor Mîndru (n. 7 august 1959) este un politician moldovean, deputat în Parlamentul Republicii Moldova pe listele Partidului Comuniștilor începând cu anul 2009 și anterior în perioada martie – octombrie 2005.
Între anii 2005-2007 a fost viceministru al Sănătății și Protecției Sociale, iar între 2001 și 2003 - prim-vicepreședinte al Casei Naționale de Asigurări Sociale.

## Distincții
- Ordinul „Gloria Muncii”, 2009